# Didier Ya Konan
Didier Ya Konan (Abidjan, 1984. május 22. –) elefántcsontparti válogatott labdarúgó, 2014 óta a szaúdi al-Ittihád játékosa. Posztját tekintve csatár.

## Sikerei, díjai
ASEC Mimosas
- Elefántcsontpart bajnok (3): 2004, 2005, 2006
- Elefántcsontparti kupagyőztes (1): 2005

Rosenborg
- Norvég bajnok (1): 2009

## Külső hivatkozások
- Didier Ya Konan a national-football-teams.com honlapján